# Плоске (Армізонський район)
Пло́ске (рос. Плоское) — присілок у складі Армізонського району Тюменської області, Росія.
Населення — 106 осіб (2010, 153 у 2002).
Національний склад станом на 2002 рік:
- росіяни — 90 %